# القاتل الذي أحبني (مسلسل)
مسلسل مصري إنتاج كويتي لمجموعة السلام الدولية ومجموعة السلام الإعلامية المصرية، ونفذته شركة بيرو ميديا، وتم عرضه على منصة TOD. تدور أحداثه في 30 حلقة

## قصة المسلسل
تدور أحداث العمل في إطار كوميدي حول معتز البرنس، شاب رسام مغمور لم يكن يعرفه أحد وصل إلى العالمية، كرَّس حياته مع الشرطة يرسم أوصاف المجرمين وزعماء العصابات، وفي الوقت نفسه اتخذ في أحد المولات مكاناً صغيراً بالممر يمارس فيه الرسم، بعدما سافر والده وهو صغير إلى إيطاليا بحثاً عن أملاكهم، ليتركه مع والدته أحلام (سهير رمزي) لمدة 30 عاماً، وبعدما يعود والده تكون هناك أحداث درامية مثيرة ترفض من خلالها والدته العودة إلى والده من جديد.  

## طاقم العمل

### الممثلون
- هاني رمزي قام بدور   (معتز البرنس - رسام)
- سهير رمزي قامت بدور   (أحلام - والدة معتز)
- أحمد فؤاد سليم قام بدور   (سليمان الباز - والد معتز)
- محمد جمعة قام بدور     (ميسى)
- ياسر فرج قام بدور خالد
- رانيا منصور قامت بدور   (ملك - رسامة)
- دنيا ماهر قامت بدور   (سميرة دهشان)
- محسن منصور
- محمد أبو داود
- لقاء سويدان قابت بدور   (ليلى - سيدة أعمال)
- صلاح عبد الله قام بدور دهشان)
- وفاء سالم قامت بدور   (عازفة بيانو)
- علاء قوقة
- عبير منير قانت بدور   (والدة ملك)
- شريف باهر
- عزوز عادل قام بدور   (حسام - ضابط)
- يحيى أحمد
- ندى عادل
- سيد جبر
- بهجت عدلي
- هاني إبراهيم
- محمد صفاء قام بدور صفاء
- ميرال شفيق
- إيمان الشوكي قامت بدور   (رشا - زوجة دهشان)
- ياسر الرفاعي قام بدور   (دقه - قهوجي)
- بوسي شلبي ضيفة شرف
- شريف عواد
- سمير حكيم
- أحمد الشاويش
- عصام الدين أشرف (عصام تيكا)
- إسلام محمد
- إيمان اليوسف
- علاء الشيخ
- وليد حسن
- هيثم عصام
- عمرو جلال

### إخراج
- عمرو عابدين. مخرج)
- وائل دسوقي.   (مساعد أول)
- يوسف كمال رزق.   (مخرج منفذ)
- رامي القاياتي.   (سكريبت حركة)
- عبد الله الشمندي.   (سكريبت اكسسوار)
- محمد عبد المجيد.   (سكريبت ملابس)

### تأليف
- صلاح عربي. (مؤلف)
- اكرم عادل. (غناء والحان وتوزيع)